# ريدسكوير
ريدسكوير ( (بالكورية: 레드스퀘어)‏ ) (يعرفون باسم REDSQUARE ) هي مجموعة فتيات كورية جنوبية من خمسة أعضاء شكلتها شركة About للترفيه. ظهرت الفرقة لأول مرة في 19 مايو 2020 بألبومها الفردي Prequel . 

## التاريخ

### قبل الظهور
4 أعضاء من ريدسكوير: غرين و شاييا و آري و بومين كانوا أعضاء سابقين في فرقة Good Day ، وهي مجموعة فتيات تم تشكيلها بواسطة C9 Entertainment . ظهرت الفرقة لأول مرة في 30 أغسطس 2017 ، مع ألبوم All Day Good Day .  بعد الترسيم ، شاركت غرين في برنامج The Unit مع 5 أعضاء آخرين.  ومع ذلك ، تم إقصائها خلال جولة الإقصاء الأولى واحتلت المرتبة 46.
ظهرت لينا في الأصل كفنانة منفردة تحت نفس الشركة ، باستخدام الاسم الفني Blenn ، مع ألبومها الفردي Do I Feel في 16 مارس 2020.  ظهرت أيضًا في الإنتاجات الموسيقية وعرضت لماركة مستحضرات التجميل LUI & LUI.

### 2020: الظهور لأول مرة
في 23 مارس 2020 ، أعلنت شركة About للترفيه أنها ستطلق أول فرقة فتيات من 5 عضوات ، ثم أصدرت أول إعلان تشويقي.  كشفت الشركة ببطء عن الأعضاء بالأحرف الأولى من اسمهم ، متبوعة بأسمائهم الفنية الكاملة.   
بدأت الفرقة في 19 مايو 2020 بألبومها الفردي Prequel ، إلى جانب الفيديو الموسيقي للأغنية الرئيسية "ColorFull". 

## الأعضاء
- غرين ( 그린)
- لينا (리나)
- تشاي (채아)
- آري (아리)
- بومين (보민)